# 张英泽
张英泽（1953年6月15日—），河北衡水人，中国骨科学家，河北医科大学教授，中国工程院院士，中国医学科学院学部委员。

## 生平
1975年毕业于河北医科大学。2017年当选为中国工程院院士。